# Opel Twin

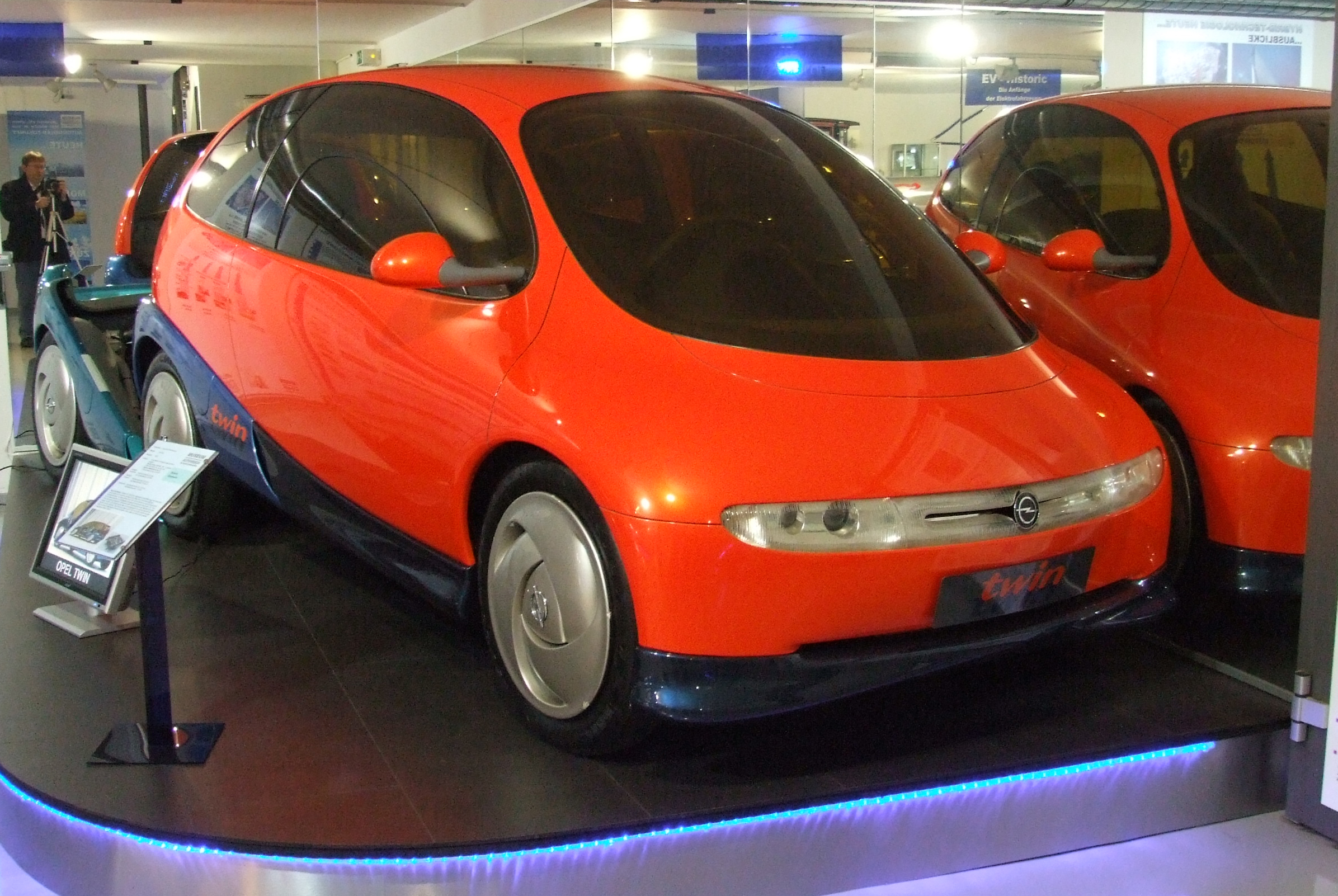
Opel Twin von 1992, der Formwandler: ein Elektroauto und Auto mit Verbrennungsmotor

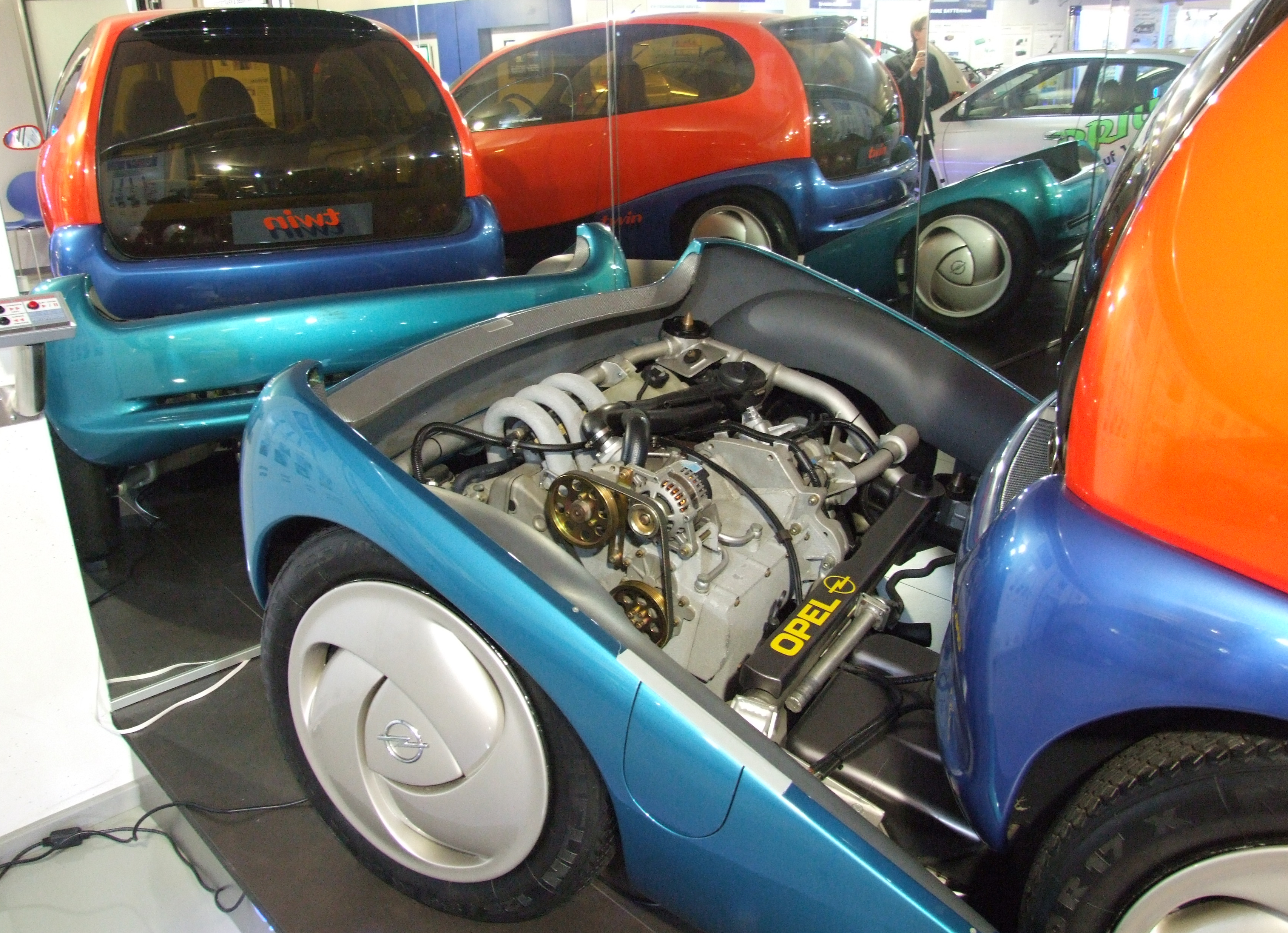
Zum Wechseln: das Modul Verbrennungsmotor mit Ottomotor, Getriebe, Kraftstofftank, Hinterachse, Hinterräder

Der Opel Twin ist ein 1992 in Genf vorgestellter Prototyp eines Elektroautos von Opel, bei dem die Antriebseinheit, der Akkumulator und der Elektromotor für Langstrecken durch ein Antriebsmodul mit herkömmlichem 3-Zylinder-Verbrennungsmotor ausgetauscht werden kann. Das Austauschmodul beinhaltet neben dem jeweiligen Motor und dem nötigen Energiespeicher auch die Hinterachse und die Hinterräder.
In der Elektrovariante wird der Viersitzer (1+3) von zwei Radnabenmotoren von je 10 kW (also 20 kW) angetrieben, die dem Auto eine Höchstgeschwindigkeit von 120 km/h ermöglichen. Mit den verwendeten Akkus mit einer Ladekapazität von 29 kWh beträgt die Reichweite 200 km. In der Verbrennungsmotoreinheit leistete ein Ottomotor von 800 Kubikzentimeter 25 kW (34 PS) und erreicht mit dem 20-Liter-Tank bei 3,5 Liter Verbrauch auf 100 km eine Reichweite über 500 km.
Opel beließ es nicht nur bei der Vorstellung dieses Prototyps, sondern unternahm einen Versuch, die Meinung der Kunden zu diesem Konzept in Erfahrung zu bringen: In der Kundenzeitschrift start wurden die Leser mittels einer eingehefteten Postkarte dazu aufgerufen (Multiple Choice), was sie von diesem Konzept halten würden. Ausgelobt wurden Reisegutscheine von 500 DM bis 1500 DM. Es waren acht Fragen zu beantworten, wie beispielsweise: „Wie groß müßte die Reichweite sein?“, oder: „Wie schnell müßte der Antrieb sein?“